# Kontinuant
Kontinuant (englisch continuant) bezeichnet in der Phonetik einen Sprachlaut, der ohne einen vollständigen Verschluss in der Mundhöhle gebildet wird, also ein Frikativ, Approximant oder Vokal.
Kontinuanten stehen im Gegensatz zu Okklusiven, also Plosiven, Affrikaten und Nasalen. Nicht zu verwechseln damit ist die anders gelagerte Einteilung in Sonoranten (Resonanten), die Vokale, Approximanten und Nasale enthalten, aber nicht die Frikative und Obstruenten, also Frikative und Plosive.
In der Phonologie schließt das distinktive Merkmal [+continuant] auch Vibranten ein.